# Великая Гремячая
Великая Гремячая (укр. Велика Грем'яча) — село Поповского сельсовета Миргородского района Полтавской области Украины.
Код КОАТУУ — 5323286002. Население по переписи 2001 года составляло 187 человек.
В Центральном государственном историческом архиве Украины в Киеве есть документы православной церкви за 1767—1796 годы, в которых упоминается село.

## Географическое положение
Село Великая Гремячая находится в 1,5 км от села Малая Гремячая, в 2,5 км от сёл Поповка и Шульги. По селу протекает пересыхающий ручей с запрудой.
Село указано на подробной карте Российской Империи и близлежащих заграничных владений 1816 года  как Гремяча.